# Carabella insignis
Carabella insignis là một loài nhện trong họ Salticidae.
Loài này thuộc chi Carabella. Carabella insignis được Richard C. Banks miêu tả năm 1929.